# المشایخ
ال مشایخ یک منطقهٔ مسکونی در عربستان سعودی است که در استان مکه واقع شده‌است.